# جنیه
جنیه (به لاتین: Genēh) یکای پول قدیم مصر بود که در زمان اشغال توسط انگلیسی‌ها به آن داده شد. هر جنیه برابر با ۱۰۰ غرش یا قروش و ۱۰۰۰ ملیم بود. در سال ۱۸۱۷ میلادی جنیه انگلیسی باطل و ضرب سکه و چاپ اسکناس آن ممنوع شد و به لیره مصری یا پوند مصر تغییر یافت ولی امروزه یکای پول مصر با نام جنیه یا پوند مصر رایج می‌باشد.
- کشورهای فلسطین بین سال‌های ۱۹۱۷–۱۹۴۸ و لیبی ۱۹۵۱–۱۹۷۱ نیز اسکناس‌هایی با یکای جنیه تحت قیومیت بریتانیا چاپ نمودند.

## کشورهایی که یکای پول آن‌ها جنیه نیز نامیده می‌شود
| نام کشور | یکای پول «جنیه»                    |
| -------- | ---------------------------------- |
| مصر      | لیره مصر یا پوند مصر یا جنیه (EGP) |
| سودان    | پوند سودان یا جنیه سودان           |